# 聖金口イオアン聖体礼儀

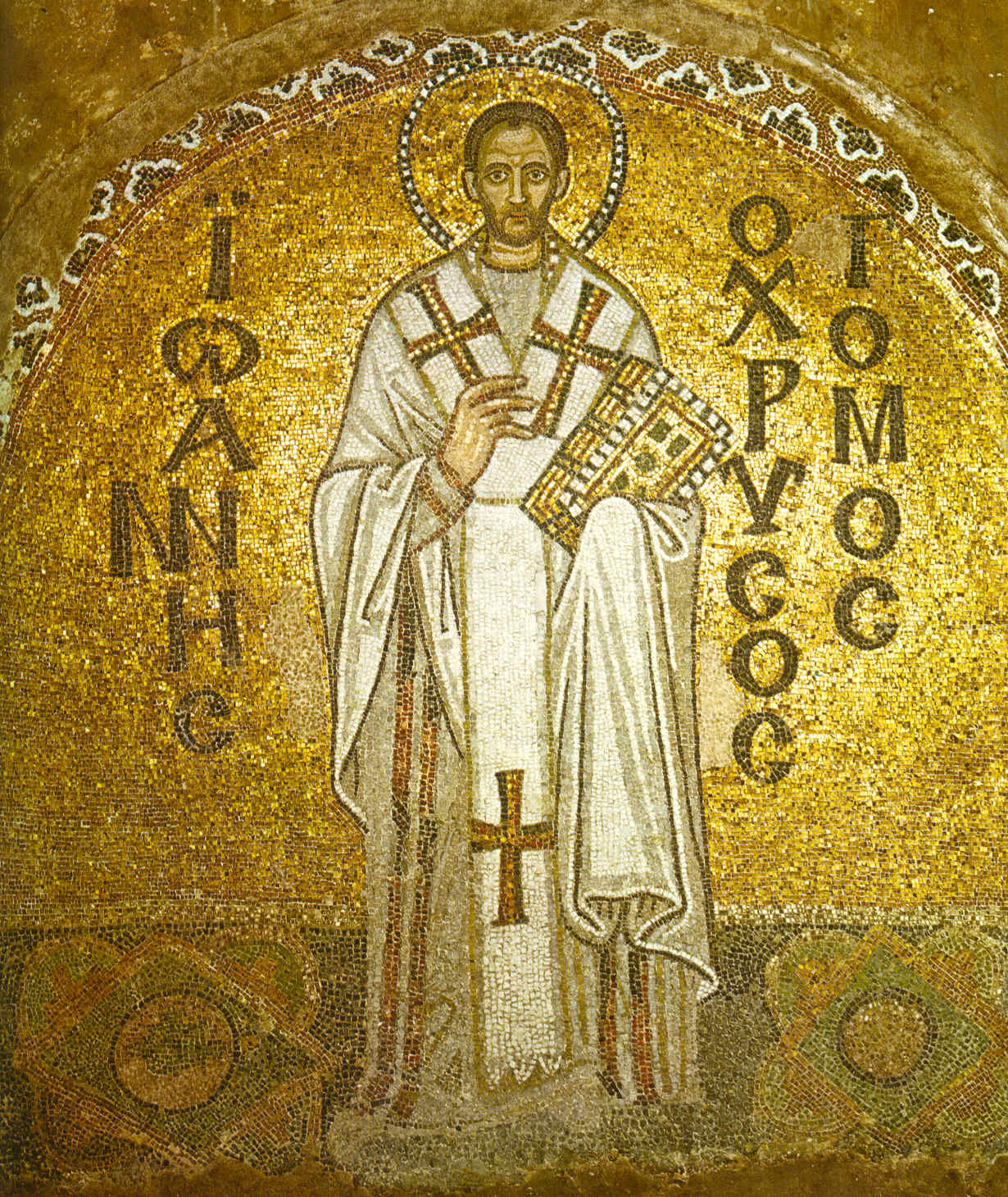
聖金口イオアン。アギア・ソフィア大聖堂内のイコン（モザイクによる）

聖金口イオアン聖体礼儀（せいきんこうイオアンせいたいれいぎ、ギリシア語: Η Θεία Λειτουργία του Χρυσοστόμου, ロシア語: Литургия Иоанна Златоуста, 英語: The Divine Liturgy of St. John Chrysostom）は、正教会における聖体礼儀の種類のひとつ。日本正教会による訳語。4世紀のキリスト教の聖人、金口イオアンによって編纂された聖体礼儀であるとされて来たためにこの名がある。クリュソストモス典礼、聖ヨアンネス・クリュソストモス典礼とも訳される。

## 概要
聖体礼儀は、機密（秘蹟）の一つである、聖体機密を中心にする儀礼・礼儀である。この礼儀において、正教会の信徒はハリストス（キリストのギリシャ語読み）の聖体・尊血（そんけつ）に聖変化したパンと葡萄酒を、感謝のうちに領食（りょうしょく）する。
長司祭ゲオルギイ・フロロフスキイは「ハリストス教（キリスト教のギリシャ語転写）とは聖体礼儀の宗教である。また教会とは第一に奉神礼を行う集りである。奉神礼を第一とし、教えと要理を第二とする。」と述べている。またパーヴェル・フロレンスキイは、「真の正教教理学は奉神礼の教理上の考えを系統化したものでなければならない」との見解を示している。このように、正教会において奉神礼と教理とは密接な繋がりがあるものと捉えられており、聖体礼儀は正教会の根幹を成す奉神礼と捉えられている。
この聖体礼儀の一つの形式種別が、聖金口イオアン聖体礼儀で、金口イオアンによって編纂されたと考えられて来た。「エフハリスティアの祝文」か聖体礼儀の中心的祝文は金口イオアンが書いたという主張もあるが、この聖体礼儀の形態は金口イオアンの時代より後世のもので、実際に金口イオアンが関わったかどうかについて、G. Wagnerが関連を主張しているものの、多くの学者は疑問を呈している。
聖体礼儀の形式の種類としては他に聖大ワシリイ聖体礼儀、先備聖体礼儀などがある。

## 構造
「金口イオアンの聖体礼儀」の式次第は次の通り。
    司祭高声………………至聖三者（父・子・聖神）の神を讃美

    大連祷…………………「主、憐れめよ」を繰り返し唱える

    第一アンティフォン…通常は102聖詠を「我が霊よ、主を讃め揚げよ」と歌う

    小連祷…………………大連祷の縮小形

    第二アンティフォン…ハリストス（キリスト）の藉身についての聖歌

    小連祷…………………大連祷の縮小形

    第三アンティフォン…真福九端（マトフェイ（マタイ）5章）を歌う

    小聖入…………………福音経によって主の公生涯の開始を象(かたど)る

    トロパリ………………その日のテーマを歌う

    聖三の歌………………至聖三者への祈り

    ポロキメン……………聖詠（詩編）の数節を歌い交わす

    使徒経…………………暦に従って指定された箇所を読む

    アリルイヤ……………神を讃美する歌

    福音経…………………暦に従って指定された箇所を読む

    重連祷…………………「主憐れめよ」を三回繰り返す連祷

    啓蒙者の為の連祷……洗礼を受ける前の人(啓蒙者)の為の祈り

    信者の為の連祷………洗礼を受けた人（信者）の為の祈り

    大聖入…………………パンとぶどう酒を宝座に移す

    増連祷…………………「主、賜えよ」と繰り返して祈る

    信経……………………「信経」を歌う

    機密の執行……………パンとぶどう酒が聖神によって変化

    生神女への讃美………通常は「常に福い」という聖歌を歌う

    増連祷…………………「主、賜えよ」と繰り返して祈る

    天主経…………………「天にいます我等の父や」と祈る

    領聖……………………信者が御聖体をいただく

    感謝の祈り……………領聖したことを感謝する連祷や祝文

    発放詞…………………司祭による最後の祝福

## 聖金口イオアン聖体礼儀が行われる日
聖金口イオアン聖体礼儀は、聖体礼儀のひとつの種類としては年間を通して最も頻繁に行われる形式である。大斎の5つの主日（日曜日）を除く主日、および他の殆どの祭日に用いられる。
むしろ聖大ワシリイ聖体礼儀が行われる日以外の全ての聖体礼儀を行う日には、聖金口イオアン聖体礼儀が行われることから、聖金口イオアン聖体礼儀が行われる日について言及するよりは、聖大ワシリイ聖体礼儀が行われる日と、聖体礼儀を行う事が出来ない日について言及し、それらの日を除く事で聖金口イオアン聖体礼儀を示すのが一般的である。
なお、先備聖体礼儀は狭義の聖体礼儀に含めない。

## 聖歌作曲作品としての金口イオアン聖体礼儀と作曲家
正教会聖歌は無伴奏声楽が基本原則である。
近世以前の正教会聖歌には作曲家名が付けられていない事が多い。ビザンティン聖歌（ギリシャ正教会の聖歌）・ズナメニ聖歌（ロシア正教会で18世紀以前まで発展した聖歌）・ヴァラーム聖歌（ロシア正教会のカレリア地方の修道院に伝わる聖歌）などはこうした伝統に属する。また、19世紀以降に西欧的和声法を導入した上で確立されたオビホードと呼ばれる聖歌集にも、作曲家名は特に付けられていない。
しかし（17世紀にもウクライナを中心に僅かな事例が存在するが）18世紀以降、ロシア正教会でも作曲家が明らかにされた上での聖歌作曲が盛んに行われていくようになる。19世紀にはロシア正教会の聖歌作曲は隆盛を極め、著名な作曲家の多くが聖歌作曲を手がけた。こうした伝統は、無神論を標榜したボリシェビキによるロシア革命が勃発し、ソ連政府によって正教会が弾圧され、多くの作曲家が国外に亡命するか聖歌作曲を断念せざるを得なくなる20世紀初頭まで続いた。
ソビエト連邦の崩壊後の昨今、旧ソ連およびその衛星国家となっていた地域で再び正教会の聖歌作曲が行われるようになっている。

### 金口イオアン聖体礼儀の全曲を作曲した著名な作曲家
※《》内は活躍した（している）正教会。並び順は永眠年順。存命の人物については生年順。
- ドミトリー・ボルトニャンスキー - (1751年10月28日 - 1825年10月10日)《ロシア正教会》
- コルネリイェ・スタンコヴィッチ - (1831年 - 1865年)《セルビア正教会》
- ピョートル・チャイコフスキー - (1840年5月7日(ユリウス暦では4月25日) - 1893年11月6日(ユリウス暦10月25日)《ロシア正教会》
  - 聖金口イオアン聖体礼儀 (チャイコフスキー)
- ステヴァン・モクラニャツ - (1856年-1914年)《セルビア正教会》
- アレクサンドル・アルハンゲルスキー - (1846年 - 1924年)《ロシア正教会》
- ヨシフ・マリンコヴィッチ - (1851年 - 1931年)《セルビア正教会》
- ゲオルゲ・クク - 1882年 - 1932年《ルーマニア正教会》
- ザカリア・パリアシュヴィリ - (1871年8月16日 クタイシ - 1933年10月6日 トビリシ)《グルジア正教会》
- ミハイル・イッポリトフ＝イワノフ - (1859年11月19日 - 1935年1月28日)《ロシア正教会》
- セルゲイ・ラフマニノフ - (1873年4月1日（ユリウス暦では3月20日） - 1943年3月28日)《ロシア正教会》
  - 聖金口イオアン聖体礼儀 (ラフマニノフ)
- パーヴェル・チェスノコフ - (1877年 - 1944年亡命せずソ連で永眠)《ロシア正教会》
- ニコライ・チェレプニン - (1873年5月3日 サンクトペテルブルク - 1945年6月27日 パリ）《ロシア正教会》
- アレクサンドル・グレチャニノフ - (1864年10月25日 モスクワ - 1956年1月3日 ニューヨーク)《ロシア正教会・アメリカ正教会》
  - 聖金口イオアン聖体礼儀第4番 (グレチャニノフ)
- イラリオン・アルフェエフ府主教 - (1966年7月24日 モスクワ - )《ロシア正教会》

### 正教会聖歌を作曲した著名な作曲家
※《》内は活躍した正教会
- マクシム・ベレゾフスキー - (1745年頃 - 1777年)《ロシア正教会》
- ニコライ・リムスキー＝コルサコフ - (1844年3月18日 - 1908年6月21日)《ロシア正教会》
- セルゲイ・タネーエフ - (1856年11月25日(ユリウス暦:11月13日) - 1915年6月19日)《ロシア正教会》
- ドーブリ・フリストフ - (1875年-1941年)《ブルガリア正教会》
- イーゴリ・ストラヴィンスキー - (1882年（ユリウス暦:6月5日）6月17日 - 1971年4月6日)《ロシア正教会》
- アレクサンドル・チェレプニン - (1899年1月20日 サンクトペテルブルク - 1977年9月29日 パリ)《ロシア正教会》
- アルフレート・シュニトケ - (1934年11月24日 - 1998年8月3日)《ロシア正教会》

### 祈祷文・構成
- 聖金口イオアン聖体礼儀（主日） - 聖金口イオアン聖体礼儀の祈祷文。信徒用・会衆用の祈祷文のみ。司祭・輔祭の至聖所での祝文・動作、および奉献礼儀は省略されている。
- 聖体礼儀のおおまかな式順 - 聖金口イオアン聖体礼儀の日本語による式順説明が含まれている。

### 聖歌
- 正教会の聖歌：聖ニコライ祭の録音II - ウェイバックマシン（2019年3月30日アーカイブ分） - ニコライ堂で歌われている、聖三祝文などの録音（MP3）のあるページ。
- SERBIAN ORTHODOX CHORAL CHANTS - 視聴可能ページ。セルビア正教会合唱聖歌（近現代の作曲家によるものが中心）
- MEDIEVAL ORTHODOX CHANTS - 視聴可能ページ。中世正教会聖歌（ビザンティン聖歌や、中世の作曲家によるもの）

### その他
- 聖体礼儀 - 日本正教会公式サイトのページ。
- 「聖職者用卓上書」モスクワ、1977年、第一巻、402 - 416頁。訳者：長司祭長屋房夫
  - 聖体礼儀の歴史的発展 No.1 - ウェイバックマシン（2016年3月12日アーカイブ分）
  - 聖体礼儀の歴史的発展 No.2 - ウェイバックマシン（2016年3月12日アーカイブ分）